# آلیندا
آلیندا (به یونانی:Ἄλινδα؛ لاتین: Alinda) یک شهر در کاریه باستان در استان آیدین ترکیه امروزی است. آلیندا، تبعیدگاه آدا، آخرین ملکهٔ خاندان هکاتومنی بود و در سال ۳۹۴ ق.م. آدا در همین شهر به استقبال اسکندر رفت. نام این شهر برای قرنها، اسکندریه لاتموس بود. 